# Göran Gustafsson Posse
Göran Gustafsson Posse, född 14 september 1856 på Vreten i Ljunghems socken, Skaraborgs län, död 3 oktober 1917 på Hultafors sanatorium i Bollebygds kommun, Älvsborgs län, var en svensk militär, ämbetsman och affärsman.
Göran Posse var son till Gustaf (Gösta) Mauritz Posse och Anne-Charlotte von Essen (1828–1900) samt bror till Nils Posse. Han tog militärexamen vid krigsskolan 1875 och tjänstgjorde därefter som underlöjtnant vid Livregementets husarer. Han tog 1880 en kansliexamen vid Lunds universitet och arbetade därefter i finansdepartementet. 
Han gifte sig 1885 med Marika Eufrosyne Dickson (1861–1926), dotter till Oscar Dickson. Paret fick sex döttrar och en son.
Han arrenderade 1885–1888 Almnäs gods, som 1887 köptes av hans svärfar från Gösta Mauritz Posse, och därefter Lidan, som låg under Almnäs. Han ägde också under ett antal år Tidaholms bruk. 
Göran Posse lät bygga en stor villa på Sjöryd, norr om Hjo Vattenkuranstalts park, senare Hjo stadspark. Villan ritades av Ernst Krüger i Göteborg och blev klar strax före Posses död 1917. Hans änka Marika Posse bodde där till sin död 1926, varefter Sjöryd blev sjukhem för kroniker och senare övertogs av Skaraborgs läns landsting.